# Ahtiašna
Ahtiašna, Ahtirumna o Ahtiruna fou una ciutat cananea de la qual no se sap gaire cosa a banda del fet que al segle xiii aC la governava Sur-Ašar com a vassall egipci. Sur-Ašar és l'autor de la carta d'Amarna EA 319, adreçada al faraó d'Egipte. El vocabulari emprat en l'epístola situa Ahtiašna al sud de Canaan. L'origen etimològic del nom de la ciutat podria ser el mateix que el d'Atarot, que significa 'corones' i es donava a nuclis situats al cim de túmuls o turons.